# Schweiz bandyfederation
Schweiz bandyfederation (Federation Suisse de Bandy) är det styrande organet för bandy och rinkbandy i Schweiz. Huvudkontoret ligger i staden Lausanne. Förbundet grundades 2006 och blev medlem i Federation of International Bandy samma år. 2014 var Schweiz med och arrangerade inofficiella Bandy-EM i Davos.